# Dead Skin Mask
Dead Skin Mask er en sang udgivet i 1990 på albummet Seasons in the Abyss af Slayer. Sangen er inspireret af seriemorderen Ed Gein.
Sangen spilles ofte til Slayers livekoncerter. Det er også en af Slayers mere populære sange, hvilket er interessant taget i betragtning at det samtidig er en af deres langsommeste sange – set i kontrast til bandets normalt hurtige thrash sange. Bandets sanger Tom Araya introducerer ofte sangen med "It's story time. It's a story about a man named Ed, who used to sleep and dance with the dead." Den sidste del råbes ofte sammen med publikum som kender introduktionen. Sangens titel udtales derefter med lange pauser mellem ordene: "Dead. Skin. Mask." En anden introduktion som Araya brugte på den seneste europæiske Unholy Alliance Tour var "This is a love song about a man named...Eddy!" hvorefter publikum jublede.
Sortmetalbandet Dark Funeral har lavet en coverversion af Dead Skin Mask. Avantgarde/doom metal bandet Aarni har også lavet en coverversion kaldet Persona Mortuae Cutis, udgivet som slutnummeret på deres demoplade fra 2001.